# R. Löwit
R. Löwit waren eine Buchhandlung und ein Verlag in Wien von 1883 bis 1938.

## Geschichte
1883 ließ Richard Löwit eine Buchhandlung in Wien in das Handelsregister eintragen.
Nach dessen Tod 1908 ging diese an die Witwe über, die sie 1910 an Leopold Misner verkaufte. Dieser gründete 1913 eine OHG mit einem weiteren Gesellschafter.
Ab etwa 1915 bestimmte Mayer Präger im Wesentlichen die Firmengeschicke. Diese bestand zu dieser Zeit aus einer Buchhandlung mit Musikalienhandlung und Leihbibliothek. In den folgenden Jahren wurden in einem Verlag auch deutlich mehr Bücher herausgegeben als in den vorhergehenden Jahren. Von 1916 bis 1924 gab es eine Filiale in Berlin, in den 1920er und 1930er Jahren eine in Leipzig. In dieser Zeit vertrieb R. Löwit auch die Werke des Erich Reiss Verlages aus Berlin in Österreich.
Mayer Präger leitete die Firma R. Löwit bis zu deren zwangsweiser Auflösung 1938 wegen seiner jüdischen Herkunft. Seit den 1950er Jahren gab es einen Verlag R. Löwit in Wiesbaden, mindestens bis 1975.

## Publikationen
Im Verlag R. Löwit erschienen über 100 Bücher, vor allem zu jüdischen Themen, einige weitere mit humoristischen Inhalten, die meisten ab 1913.
Die Zeitschrift Der Jude wurde von 1916 bis 1920 herausgegeben.